# Madonna tronująca z Dzieciątkiem
Madonna tronująca z Dzieciątkiem (niderl. Maria met kind en engel) – obraz olejny na desce niderlandzkiego malarza niemieckiego pochodzenia Hansa Memlinga.

## Opis
Jeden z charakterystycznych obrazów o wielokrotnie podejmowanej tematyce Madonny z Dzieciątkiem. W dziele, Memling łączy typowe cechy malarstwa flamandzkiego – bogatą w odcienie gamę barw oraz perspektywę stosowaną przez mistrzów włoskiego renesansu. Scena tradycyjnie rozgrywa się w pomieszczeniu domowym, oświetlonym światłem słonecznym padającym przez otwarte okno z boku. Okno umieszczone z tyłu robi wrażenie głębi, a wzory terakoty podłogowej i dywanu wrażenie trójwymiarowości. Przestrzeń tworzy ukazany w skrócie perspektywicznym dywan i tron. Wymienione elementy występują na wszystkich obrazach z motywem Madonny w pomieszczeniu Memlinga i jest jego znakiem rozpoznawczym. Dodatkowym elementem często powtarzanym przez malarza jest wzorzysta tkanina za plecami Marii. Obok tradycyjnie znajduje się anioł trzymający coś w dłoniach, w tym przypadku kwiat po który sięga radosna postać małego Jezusa. Po prawej stronie Memling umieścił kilka przedmiotów przy których widoczne są światłocienie oraz dzban z białą lilią symbolizująca dziewictwo Marii.